# Gia Tường
	Gia Tường		là một xã thuộc tỉnh Ninh Bình, Việt Nam.

## Địa lý

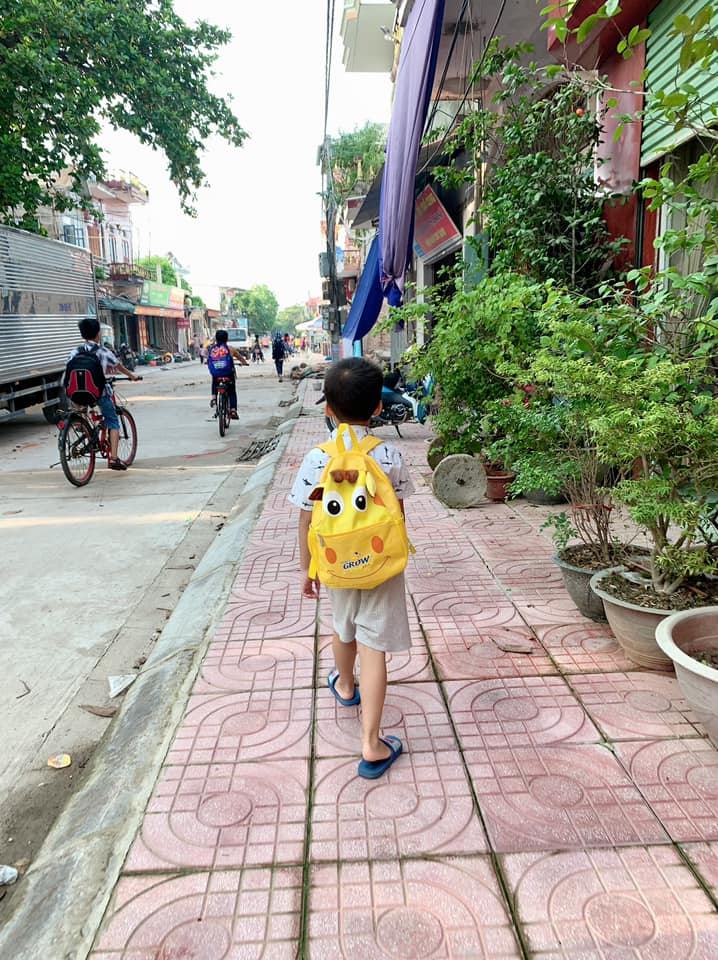
Phố Mĩ - Gia Thủy

Trụ sở xã nằm cách phường Hoa Lư - trung tâm tỉnh lỵ Ninh Bình 27 km về phía Tây Bắc, có vị trí địa lý:
- Phía tây giáp xã Phú Sơn.
- Phía bắc giáp xã Gia Lâm.
- Phía nam giáp xã Gia Phong và xã Thanh Sơn.
- Phía đông giáp xã Gia Hưng và xã Gia Viễn.
- Phía tây bắc giáp xã An Bình của tỉnh Phú Thọ.

Xã Gia Tường	có diện tích:	27,09	km², 	dân số:	19.489	người, mật độ dân số: 	719	người/km². 	Đây là đơn vị có diện tích xếp thứ:	59	, số dân xếp thứ: 	121	và mật độ dân số xếp thứ: 	114	trong số 129 xã, phường ở Ninh Bình. 
Xã này nằm trên Quốc lộ 37C, và cũng là nơi có sông Hoàng Long chảy qua.
Nơi đây được xác định là quê ngoại của vua Đinh Tiên Hoàng và quê hương của hoàng hậu Dương Vân Nga. Tại đây còn lưu giữ nhiều di tích và huyền thoại thời Đinh trong lịch sử Việt Nam.
Xã còn có một làng nghề truyền thống nổi tiếng là làng gốm sứ gia truyền Gia Thủy.

## Lịch sử
Theo Nghị quyết số 1674/NQ-UBTVQH15 ngày 16/6/2025 về sắp xếp các đơn vị hành chính cấp xã của tỉnh Ninh Bình năm 2025, Theo đó, sắp xếp toàn bộ diện tích tự nhiên, quy mô dân số của các xã Gia Thủy, Đức Long và Gia Tường thành xã mới có tên gọi là xã Gia Tường.	

## Làng nghề gốm Gia Thủy
Làng nghề gốm Gia Thủy ra đời từ những năm cuối thập kỷ 50 của thế kỷ XX. Hợp tác xã gốm Gia Thủy nổi tiếng với các sản phẩm từ gốm như nồi, niêu, chum, vại.
Làng gốm Gia Thủy đã ưu tiên dành riêng những diện tích đất nhất định để cơ sở gốm khai thác nguồn đất sét trắng phục vụ cho sản xuất các làng nghề gốm. Diện tích đã được khai thác chiếm khoảng 20 ha, chủ yếu ở các thôn làm nghề gốm: Mỹ Lộc, Mỹ Thượng, Cây Sa, Hoang Bằng.

## Di tích
Gia Tường là quê hương của hoàng hậu Dương Vân Nga thế kỷ X và cũng là quê ngoại gắn với tuổi thơ của Đinh Bộ Lĩnh. Theo giai thoại dân gian, Dương Vân Nga là con gái của ông Dương Thế Hiển, quê ở vùng Gia Tường - Gia Lâm, Ninh Bình ngày nay. Cái tên Vân Nga là ghép từ  2 làng Vân Long (nay thuộc xã Gia Vân, Ninh Bình) là tên làng quê mẹ và Nga My là tên làng quê cha. Làng Nga My xưa bao trùm thôn Nga My, Nga Mai, Mỹ Hạ ở 2 xã Gia Tường và Gia Lâm ngày nay.
Theo sử sách, khi cha mất sớm Đinh Bộ Lĩnh theo mẹ về ở cạnh đền Sơn Thần trong động, đó chính là đền Long Viên ngày nay và chăn châu ở khu vực Gia Tường cũng như Gia Hưng phía bên kia sông Bôi. Sau này khi trưởng thành ông lập căn cứ quân sự ở động Hoa Lư ngay bên kia sông Bôi. Ngày nay khu vực Gia Thủy và Gia Hưng có rất nhiều di tích gắn với triều đại nhà Đinh từ thế kỷ X.
Sử sách cũng cho biết Đinh Bộ Lĩnh mồ côi cha từ nhỏ, phải cùng mẹ về ở cạnh đền Sơn Thần. Quốc sử quán triều Nguyễn cũng cho biết nơi ấy là Long Viên: "Long Viên ở xã Đề Cốc, nhà mẹ Đinh Tiên Hoàng ở đấy, tức chỗ ở cũ của Đinh Tiên Hoàng lúc còn ẩn náu, nền nhà cũ này vẫn còn nên gọi là "Long Viên" trước mặt trông ra sông, có cầu Ngự, cầu Phanh, bên tả vườn có gò bằng phẳng tức là chỗ bày trận cờ lau". Ở thôn Mỹ Hạ, xã Gia Thủy ngày nay còn có ngôi đền Long Viên thờ Long Viên Đốc Khánh công chúa, tương truyền là người đỡ đẻ cho Đinh Bộ Lĩnh, đình Mỹ Hạ thờ Đinh Bộ Lĩnh. Như vậy là khi mồ côi cha, Đinh Bộ Lĩnh đã cùng với mẹ về ở bên hữu ngạn sông Bôi, đi chăn trâu cho chú là Đinh Thúc Dự. Truyền thuyết cũng cho biết Đinh Bộ Lĩnh tập trân cờ lau ở cánh đồng Rộc Xéo. Ở đây còn có đồng Trống là nơi đánh trống, đồng Quân là nơi hội quân, cầu Mổ là nơi Đinh Bộ Lĩnh mổ trâu hay mổ bò của chí để khao quân, bến Vội là nơi Đinh Bộ Lĩnh vội chạy qua khi bị chú đuổi... Đinh Bộ Lĩnh còn chăn trâu ở bên bờ tả ngạn sông Bôi, tức cánh đồng bên ngoài động Hoa Lư. Ngày nay nơi đây còn có đường vua Đinh.

## Hình ảnh

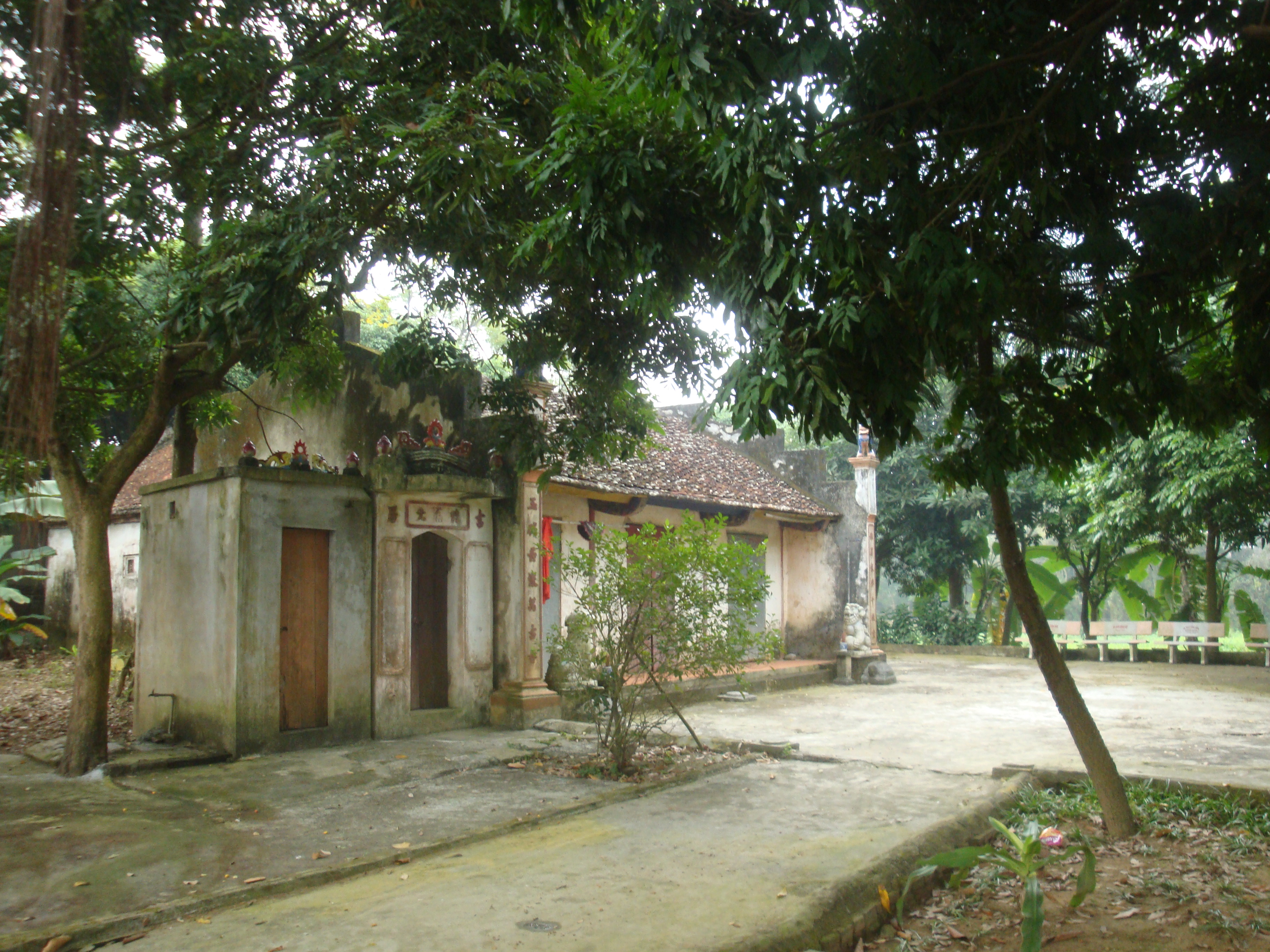
Đình Ngọc Nhị, nơi thờ Vua Đinh
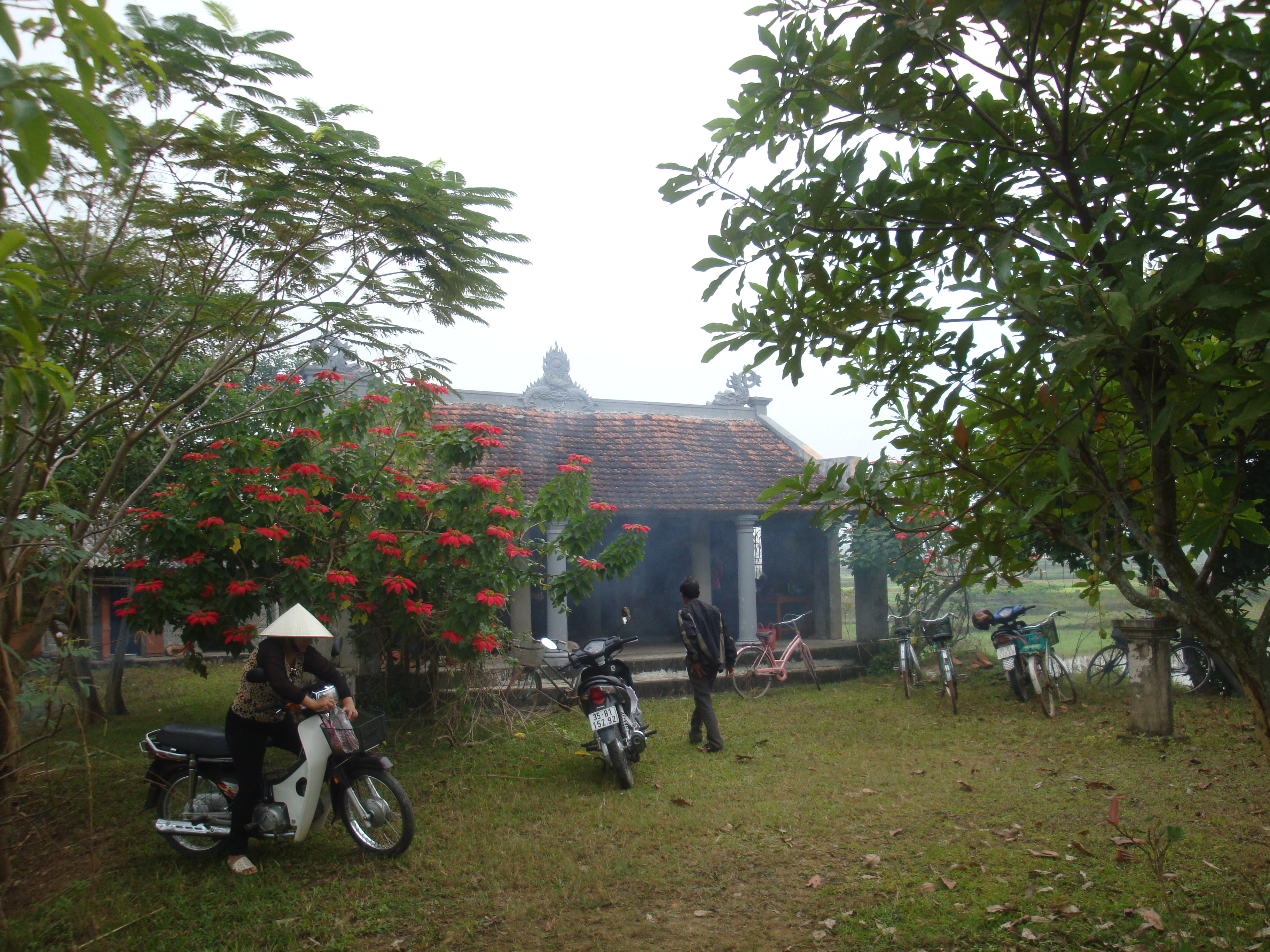
Đền thờ nữ tướng hậu cần thời Đinh
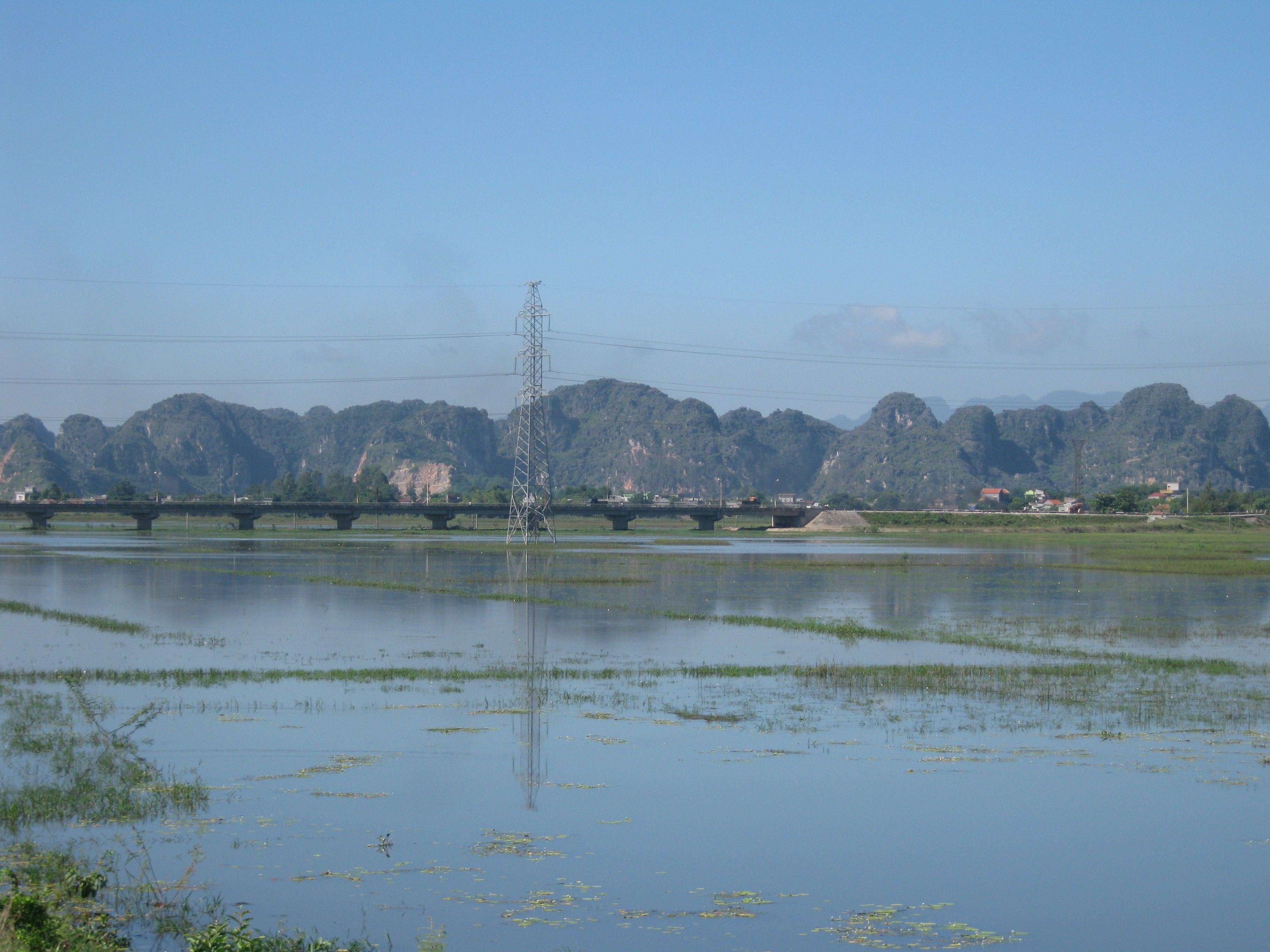
Cầu Đế bắc qua sông Bôi nối Gia Tường và Gia Hưng